# هوگلفینگ
هوگلفینگ (به آلمانی: Huglfing) یک شهر در آلمان است که در بایرن واقع شده‌است.

## خصوصیات
هوگلفینگ ۲۴٫۳۶ کیلومترمربع مساحت دارد ۶۰۶ متر بالاتر از سطح دریا واقع شده‌است.